# エリサヴェト・ティス・エラザス

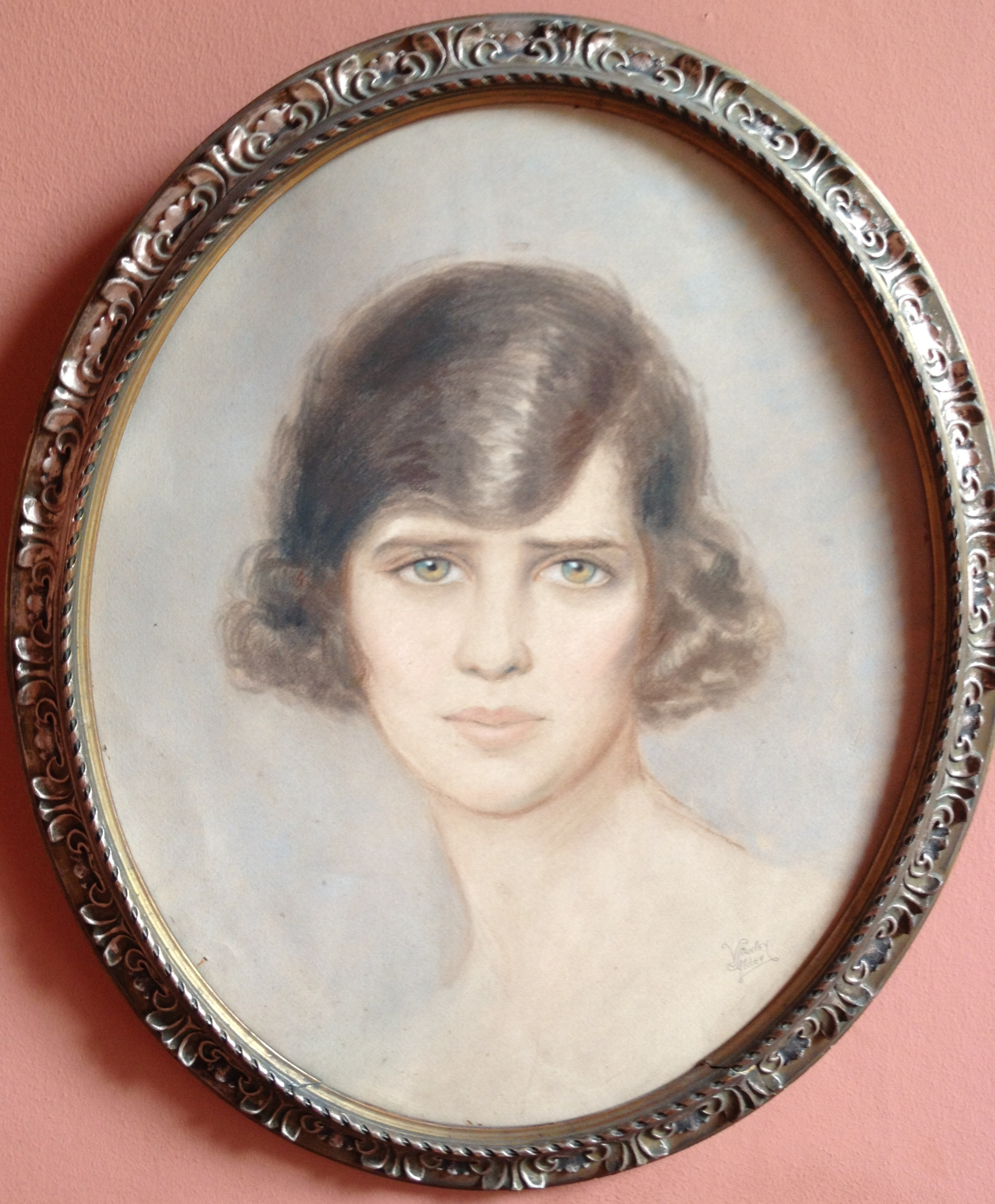
エリサヴェト王女の肖像、ヴェーラ・スタンリー・オールダー画

エリサヴェト・ティス・エラザス・ケ・ザニアス（ギリシア語: Ελισάβετ της Ελλάδας και Δανίας, 1904年5月24日 - 1955年1月11日）は、ギリシャの王族女性。ゲオルギオス1世の孫娘の1人。ギリシャ王女及びデンマーク王女。

## 生涯
ギリシャ王子ニコラオスとその妻のロシア大公女エレナ・ウラジーミロヴナの間の次女として生まれた。姉オルガ、妹マリナとともに美人三姉妹としてもてはやされた。エリサヴェトの髪の毛は非常に濃く、くしけずるのに苦労したため、家族は彼女に「羊毛／ウーリー（Woolly）」というあだ名を付けた。馬術や描画を趣味とした。
1934年1月9日、ドイツ・バイエルン州の大地主・実業家カール・テオドール・ツー・テーリンク＝イェッテンバッハ伯爵と結婚した。夫はベルギー王妃エリザベートの甥だった。夫との間に1男1女をもうけた。
- ハンス・ファイト・カスパー・ニコラウス（1935年 - ） - 1964年、ホーエンローエ＝バルテンシュタイン侯女ヘンリエッテ[1]と結婚
- ヘレーネ・マリーナ・エリーザベト（1937年 - ） - 1956年、オーストリア大公フェルディナント[2]と結婚

1955年、癌のため50歳で死去。